# Apocritica
Apocritica là một chi bướm đêm thuộc họ Gelechiidae.